# 허석선
허석선(許錫瑄, ?~)은 조선민주주의인민공화국의 정치인이다. 과학교육부장 등을 역임했으며, 갑산파이던 그는 1967년에 갑산파 사건 이후 행방이 불명해졌다.